# Pokotílivka
Pokotílivka (en ucraniano: Покотилівка, romanizado: Pokotýlivka; en ruso: Покотиловка) es un pueblo ucraniano perteneciente al óblast de Járkov. Situado en el noreste del país, es parte del raión de Járkov y del municipio (hromada) de Visoki.

## Geografía
Pokotílivka es un suburbio 15 km al suroeste de Járkov y situado en la margen izquierda del río Udi. 

## Historia
Cerca del asentamiento está el castro de Donetsk, unos restos arqueológicos de un poblado del siglo XII.
En el siglo XVIII se fundó el pueblo de Karachevka (parte de Pokotílivka desde 1959). En 1869, la línea del ferrocarril Kursk-Járkov-Azov pasó cerca; en los años 80 y 90 del siglo XIX se construyó la plataforma ferroviaria Karachivka y no muy lejos de ella se construyó la estación Pokotílivka.
Durante la Segunda Guerra Mundial, Pokotílivka estuvo ocupada por la Alemania nazi desde finales de octubre de 1941 hasta mediados de febrero de 1943 y desde principios de marzo hasta el 25 de agosto de 1943.
En 1959 se le concedió el estatus de asentamiento urbano mediante la fusión de los pueblos de Pokotílivka y Karachivka. Antes, la línea ferroviaria era una línea divisoria entre dos asentamientos vecinos.
En septiembre de 2012, parte del asentamiento se incluyó en los límites de la ciudad de Járkov. En 2023, Pokotílivka perdió el estatus de asentamiento de tipo urbano en la legislación ucraniana debido a la eliminación de este estatus administrativo.

## Demografía
La evolución de la población de Pokotílivka entre 1989 y 2022 fue la siguiente:
| 11 196                                                        | 10 350 | 9849 | 9394 | 9121 |
| (Fuente: Cities & Towns of Ukraine y UKRAINE: Größere Städte) |        |      |      |      |

## Infraestructura

### Transporte
Las estaciones de tren de Pokotílivka y Karachivka se encuentran en el ferrocarril que conecta Járkov y Sinélnikove mediante Lozová y Pavlogrado. El asentamiento tiene acceso por carretera a la autopista M18 que conecta Járkov con Dnipró y Zaporiyia.